# Agave applanata
Agave applanata là một loài thực vật có hoa trong họ Măng tây. Loài này được Lem. ex Jacobi mô tả khoa học đầu tiên năm 1864.